# Caspar Barlaeus
Caspar Barlaeus (Amberes, 12 de febrero de 1584-Ámsterdam, 14 de enero de 1648) teólogo, humanista, poeta e historiador holandés.

## Biografía
Nacido Caspar (Kaspar) van Baarle (y más conocido por su nombre en latín), estudió teología y fue clérigo antes de hacerse profesor de lógica en la Universidad de Leiden.
A partir de 1631 trabajó en el Athenaeum Illustre de Ámsterdam. Esta institución, acogida en la cuatrocentista Agnietenkapel, se considera antecesora de la Universidad de Ámsterdam. Barlaeus trabajó también como médico.  Vivió en Caen algún tiempo, habiendo defendido la causa arminiana y predicando en Nieuwe-Tonge.  

## Obra
Barlaeus publicó varios volúmenes de poesía, especialmente en latín. Escribió también la eulogía que acompaña el retrato del cartógrafo Willem Blaeu, datado en 1622. Se interesó por varios aspectos de la cartografía y la historia. En 1622 tradujo la "Descripción de las Indias Occidentales" de Antonio de Herrera y Tordesillas. En 1627 compuso el texto para el atlas de Italia organizado por Jodocus Hondius y estudió la geografía del imperio colonial neerlandés en Brasil.  
- Manes Auriaci (1625)
- Hymnus ad Christum (1628)
- Poemata (1628)
- Medicea hospes (1638)
- Faces augustae (1643)
- Rerum in Brasilia et alibi gestarum (1647)
- Verscheyde Nederduytsche gedichten (1651)
- Mercator sapiens, sive Oratio de coniungendis mercaturae et philosophiae studiis